# Guion (Arkansas)
Guion est un village situé dans l’État américain de l'Arkansas, dans le comté d'Izard.